# Ван Бенеден, Эдуард
Мари Жозеф Эдуард ван Бенеден (фр. Edouard Joseph Marie Van Beneden; 1846—1910) — бельгийский зоолог, цитолог и педагог, иностранный член-корреспондент Российской академии наук; автор многочисленных работ, касающихся главным образом области эмбриологии и исследования низших животных.

## Биография
Эдуард ван Бенеден родился 5 марта 1846 года в бельгийском университетском городе Лёвене, где работал и преподавал его отец — выдающийся зоолог и палеонтолог Пьер-Жозеф ван Бенеден, работа которого с юных лет вызывала у мальчика интерес, и неудивительно, что Эдуард продолжил дело отца.
С 1870 года, будучи всего 24 лет от роду, он уже состоял профессором в университете родного города.
В 1882 году получил от Парижской академии наук премию «Серра» за свои исследования по истории развития. В частности, им было сделано одно из основополагающих открытий в области зоологии и доказано (на примере Ascaris), что число хромосом постоянно для одного вида, а также то, что мужские и женские особи передают потомству свой набор хромосом.
Эдуард ван Бенеден скончался 28 апреля 1910 года в городе Льеж, где ему после смерти был установлен памятник.

## Избранная библиография
- «Sur une nouvelle esp èce de Grégarine désignée sous le nom de Gre garina gigantea» (Bull. de lacad. roy. de Belg. 2 сер.,т. XXVIII, 1869);
- «Recherches sur la composition et la signification de l’oeuf» (Mem. cour. et Mem. des sav. etrang. de Belg., т. XXXIV, 1870);
- «Recherches sur l’evolution des Gregarines» (Bull. de l' A cad. roy. de Belg. 2 сер., т. XXXI, 1871);
- «De la distribution originelle du testicule et de l’ovaire» (Брюссель, 1874);
- «Contributions a l’histoie de la vesicule germinative et du premier noyau embryonnair» (Bull. de l’Acad roy. de Belg, т. ХLI, 1876);
- «Recherches sur des Dicyemides, survivants actuels d’un embranchement des Mé sozoaires» (Bull. de l’Acad. roy. de Belg. 2 сер. т. ХLI, 1876, т. ХLII — 1876);
- «Recherches sur la Maturation de l’Oeuf, la Fécondation et la Division cellulaire» (Гент, 1883);
- «La Spermatogénè se chez l’Ascaris megalocephala» (вместе с Жюленом, Bull. de l’Acad. roy. de Belg. т. 1883);
- «La segmentation chez les Ascidiens et ses rapports avec Organisation de la larve» (вместе с Жюленом, Bull. de Acad. roy. de Belg., III, 1884);
- «Recherches sur la Morphologie des Tuniciers» (Arch. de Biol., т. V, 1885);
- «Recherches sur la formation des annexes foetales ches les Mammiferes» (Lapin et Ch éiropteres. Arch de Biol, vol. V, 1884)[1].